# Шоу Донны Рид
«Шоу Донны Рид» (англ. The Donna Reed Show) — длительный американский комедийный телесериал с Донной Рид в главной роли, который транслировался на канале ABC с 24 сентября 1958 по 19 марта 1966 года. В центре сюжета находилась домохозяйка из высшего класса Донна Стоун, которая замужем за врачом и воспитывает двоих детей-подростков.
«Шоу Донны Рид» часто рассматривается в качестве одного из наиболее успешных ситкомов пятидесятых и одно из немногих комедийных шоу того периода, где главную роль играла женщина. Хотя рейтинги сериала на первом году жизни были невысоки, с каждым последующим сезоном программа наращивала аудиторию и в конечном счёте стабильно обосновалась в топ-25 наиболее популярных шоу. Дополнительную славу сериалу принес сингл «Johnny Angel» в исполнении Шелли Фабаре, который возглавил чарт Billboard Hot 100 в 1962 году и разошелся тиражом более миллиона копий. Донна Рид за свою роль четырежды номинировалась на премию «Эмми» за лучшую женскую роль в комедийном телесериале, а также получила «Золотой глобус» в 1963 году.